# 선미
선미(본명: 이선미, 李宣美, 1992년 5월 2일~)는 대한민국의 가수이다.

## 어린 시절
선미는 1992년 5월 2일 전라북도 익산시에서 2남 1녀 중 첫째 딸로 태어나 경상북도 경주시에서 자랐다. 그러던 중 보아를 보고 가수가 되겠다고 다짐했고, 13살때 서울로 올라와 가수 오디션을 봤다. 선미는 황남초등학교와 서라벌여자중학교를 다니다가 청담중학교로 전학하였고, 이후 원더걸스의 미국 활동을 위해 고등학교를 자퇴하였다.
선미는 공개 오디션을 통해 JYP 엔터테인먼트 연습생으로 들어가게 되었는데, 2년 동안 연습생 생활을 한 뒤 원더걸스 멤버로 합류하였다. 프로듀서 박진영은 선미의 장점으로 "안정된 보컬 능력"을 꼽았으며 원더걸스 멤버로 선발한 이유를 "귀여운 외모에 비해 성숙한 목소리"로 꼽았다.

## 학력
- 황남초등학교 (졸업)
- 청담중학교 (졸업)
- 청담고등학교 (중퇴)
- 고등학교 졸업학력 검정고시 (합격)
- 동국대학교 연극학부 (학사)

## 활동

### 2007 ~ 2011: 원더걸스

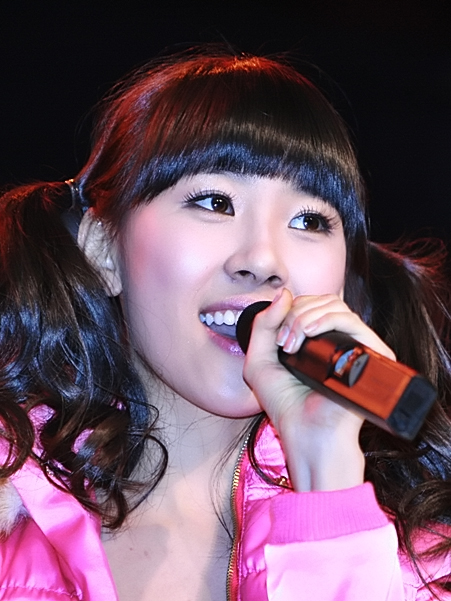
2008년 《뜨거운 것이 좋아》 특별 시사회에서 공연 중의 선미.

원더걸스 멤버로 합류하고나서 2007년 2월 13일 싱글 음반 《The Wonder Begins》를 발매하며 데뷔했다. 이후 원더걸스의 첫 정규 앨범 《The Wonder Years》가 발매되었고 타이틀곡 〈Tell Me〉가 음원 차트에서 8주 1위를 했다. 안무도 큰 인기를 얻으면서 수 많은 패러디 영상을 만들어냈고, 각종 언론에서는 '텔미 신드롬', '텔미 열풍'이라는 단어를 사용했다. 갤럽조사에서 발표한 2007년 올해의 노래로 〈Tell Me〉, 올해의 남녀신인가수로 원더걸스가 선정되면서 많은 인기를 얻었다.
2008년 6월 3일에는 원더걸스 두 번째 싱글 〈So Hot〉를 발매해 각종 음악 사이트 1위 석권했다. 또한 이전 작과 마찬가지로 많은 연예인이 〈So Hot〉 춤을 따라했다. 두 번째 싱글 활동이 끝나고 나서 바로 다음 곡 준비를 시작했다. 2008년 9월 30일 원더걸스의 첫 EP 음반 《The Wonder Years - Trilogy》을 발매했다. 이번 앨범은 1960·1970년대를 보여주는 복고 3부작이라는 뜻에서 Trilogy라는 제목을 붙였다. 타이틀곡 〈Nobody〉는 박진영이 작곡, 작사, 프로듀서를 맡은 노래로, 발매되자마자 음악 사이트 1위에 올랐다. 원더걸스는 〈Tell Me〉, 〈So Hot〉, 〈Nobody〉로 이어지는 3연속 히트를 하면서 각종 언론에서 국민 걸그룹으로 불렸다. Mnet KM 뮤직 페스티벌에서는 올해의 노래를 비롯하여 여자 그룹상, 뮤직비디오 작품상 3관왕에 올랐다. 원더걸스는 2007년에 이어 2008년도 최고의 한 해를 보냈다.
이후 원더걸스는 미국, 중국 등 국제 진출을 시작했다. 2009년부터 조나스 브라더스의 월드 투어 Jonas Brothers World Tour 2009 북미 구간 오프닝 게스트로 섰다. 한국에서 성공했던 〈Nobody〉를 영어 버전으로 녹음해 싱글로 발매했고, 2009년 10월 한국 가수로는 최초로 빌보드 핫 100 76위에 올랐다. 2010년 1월 말, 선미는 2월까지 미국 활동을 하고 나서 학업을 위해 원더걸스 활동을 중단한다고 발표했다. 후에 선미는 "가수가 되고 싶었고 원더걸스로 데뷔해 정말 좋았지만 기계적으로 무대에 오르다보니 어느 순간 무대에 서는 것이 행복하지 않았다"고 활동 중단에 대해 말했다. 활동 중단 이후 검정고시로 2011년 동국대학교 연극학부에 입학했다. 또 JYP 엔터테인먼트에서 트레이닝 활동도 병행했다.

### 2012 ~ 2017: 솔로 데뷔와 재합류 그리고 해체

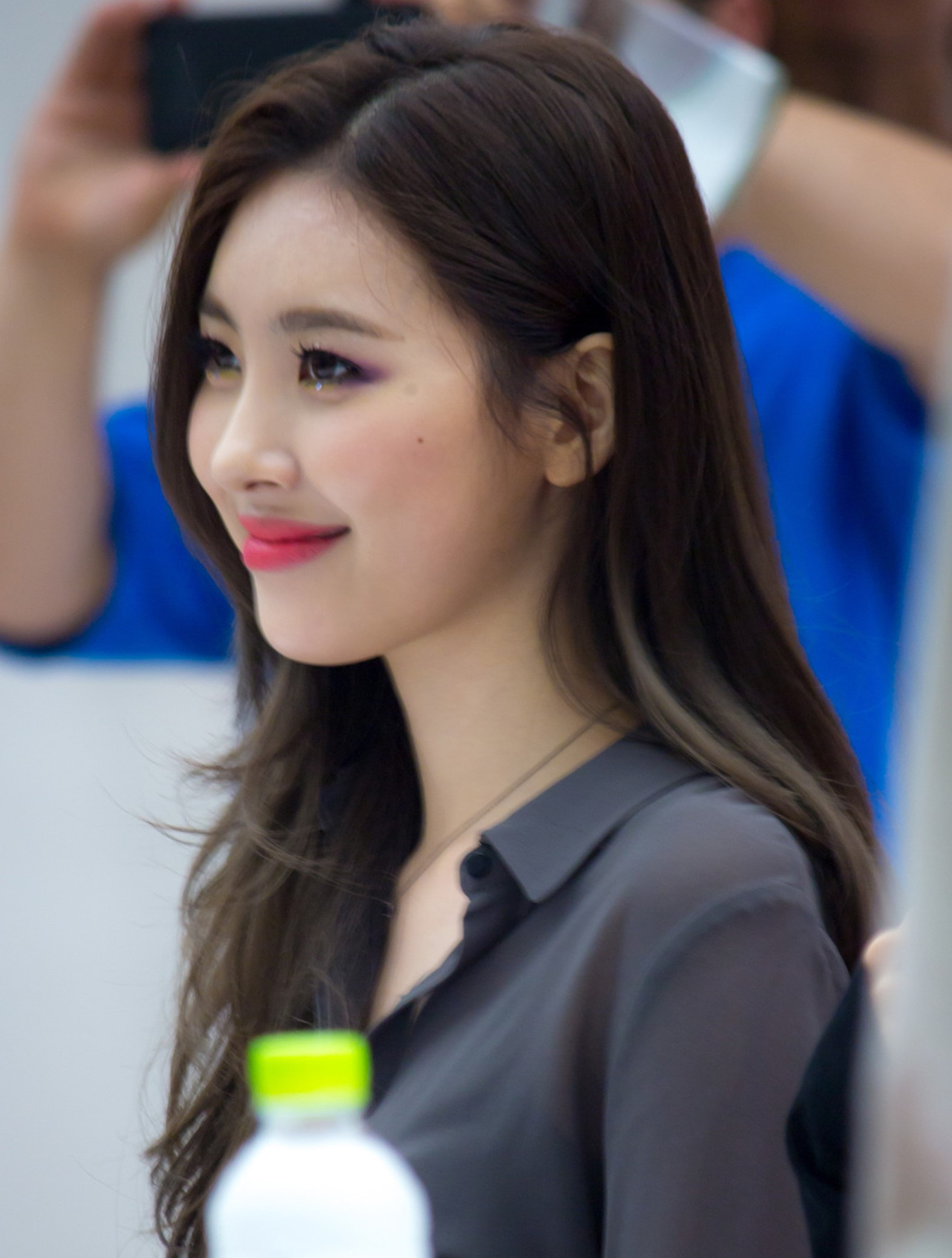
2016년의 선미.

2012년부터 선미의 복귀설이 간간히 떠돌았다. 박진영이 2000년 당시 박지윤에 대해 춤, 의상, 안무, 뮤직비디오 모든 부문에 전반적으로 참여한 이후 13년 만인 2013년 8월 13일에 여자 솔로 댄스 가수를 선보인다며 선미의 컴백 소식을 전했다. 소속사측은 "가장 선미다운 매력"을 담은 앨범이라고 전했고, 분홍색 단발 머리와 미니멀한 의상을 입은 사진을 공개했다. 2013년 8월 26일 싱글 〈24시간이 모자라〉가 발매되었다. 이 곡은 가온 디지털 차트 2위를 했다. 2014년 2월 첫 EP 앨범 Full Moon이 발매되었고, 타이틀곡 〈보름달〉은 가온 디지털 차트 2위에 진입했다. 3월 2일은 SBS 인기가요 1위에 오르며 처음으로 음악 프로그램 1위에 올랐다. 같은 해 7월에는 B1A4의 다섯 번째 미니 음반 SOLO DAY의 수록곡 "YOU"에 피처링으로 참여했다.
2015년 3월 20일에는 Mnet의 뮤직 드라마 《칠전팔기 구해라》, 5월 22일에는 KBS2 드라마 《프로듀사》에 본인 역으로 특별 출연했다. 2015년 6월 24일 5년 만에 원더걸스에 재합류하였고, 8월 3일 정규 음반 《REBOOT》로 컴백하였다. 2016년 7월 5일, 원더걸스는 데뷔 10년 만에 처음으로 전곡을 자작곡으로 채운 싱글 앨범 〈Why So Lonely〉를 발매하였지만, 데뷔 10주년을 맞은 2017년 1월, 공식 해체 선언을 하였다.

### 2017 ~ 현재: 소속사 이적 및 홀로서기

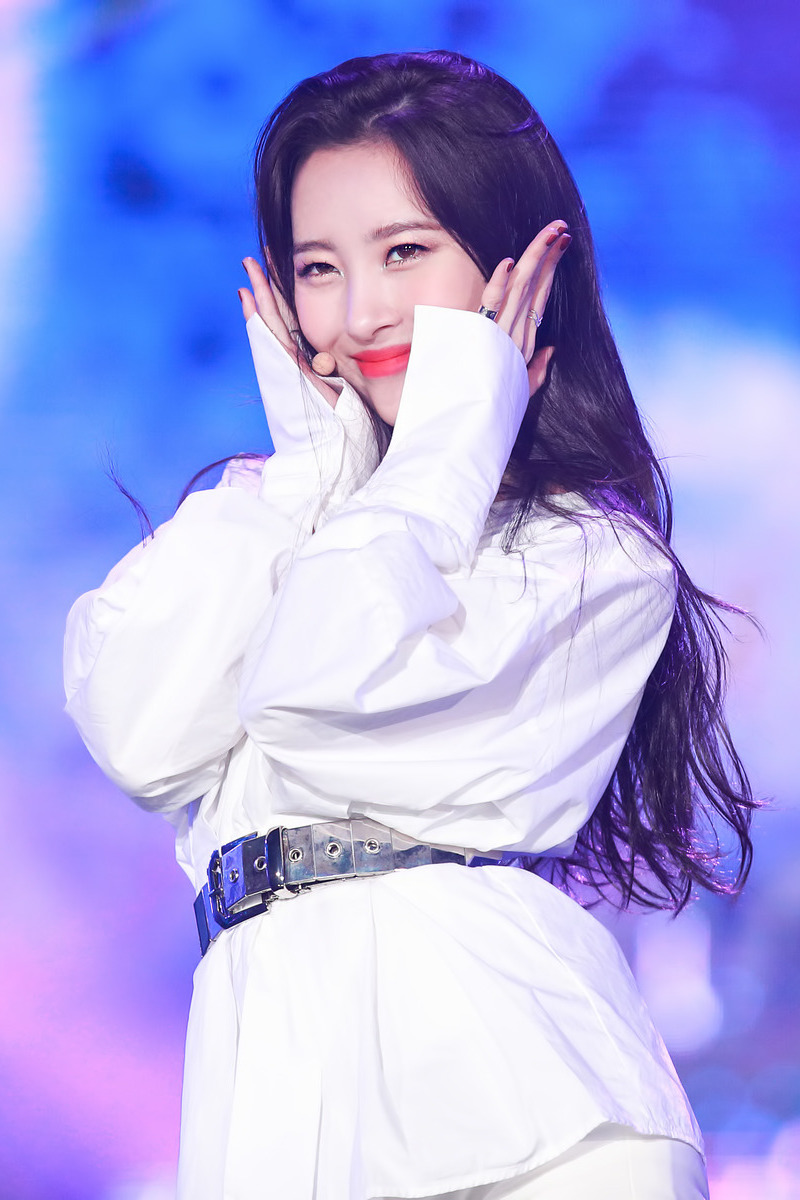
2017년 10월 1일 코리아 뮤직페스티벌에서 선미

2017년 3월, 선미는 그 동안 함께해오던 JYP엔터테인먼트와의 재계약 대신 아름다운 결별을 하며 어반 자카파의 소속사 메이크어스 엔터테인먼트로의 이적을 선택했다. 그리고 그해 8월, YG의 테디가 수장으로 있는 더블랙레이블과 협업한 가시나라는 타이틀곡을 앞세워 싱글(스페셜 에디션) 〈가시나〉를 발매하였다. 가시나는 동료 연예인들의 수많은 패러디 영상을 남기며 여성 솔로로서의 가능성을 다시금 보여줬다.
2018년 1월 18일 두 번째 디지털 싱글 〈주인공〉으로 컴백하였다.
2018년 9월 두 번째 EP 앨범 WARNING이 발매되었고, 타이틀곡 〈사이렌〉은 컴백하자마자 1위에 진입하였으며, 자작곡 앨범으로 가득 채워 있다. 9월 13일은 엠카운트다운 1위에 오르며 컴백 후 처음으로 음악 프로그램 1위에 올랐다.
2019년 3월 4일 세 번째 디지털 싱글 《누아르》로 컴백하였다.
2019년 8월 27일 네 번째 디지털 싱글 《날라리》로 컴백하였다. 음악 방송 무대는 1년만에 돌아왔다.
2020년 6월 29일 다섯 번째 디지털 싱글 《보라빛 밤》이 발매되었다. 음악 방송 무대는 10개월만에 돌아왔다.
2021년 2월 23일 여섯 번째 디지털 싱글 《꼬리》가 발매되었다. 음악 방송 무대는 약 8개월만에 돌아왔다.
2021년 8월 6일 세 번째 EP 앨범 《1/6》를 발매되었다. 음악 방송 무대는 약 6개월만에 돌아왔다.
2021년 10월 11일 일곱 번째 디지털 싱글 《Go or Stop?》가 발매되었다.
2022년 6월 29일 일곱 번째 디지털 싱글 《열이올라요》가 발매되었다.
2023년 10월 17일 여덟 번째 디지털 싱글 《STRANGER》가 발매되었다.
2024년 6월 13일 아홉 번째 디지털 싱글 《Balloon in Love》가 발매되었다.
2025년 8월 26일 열 번째 디지털 싱글 《BLUE!》가 발매 예정이다.

## 음반

### EP
| 제목      | 앨범 정보                                                                               | 가온 앨범 차트 | 가온 앨범 차트 | 가온 앨범 차트 | 판매량                 |
| 제목      | 앨범 정보                                                                               | 주간           | 월간           | 연간           | 판매량                 |
| --------- | --------------------------------------------------------------------------------------- | -------------- | -------------- | -------------- | ---------------------- |
| Full Moon | - 발매일: 2014년 2월 18일 - 형태: EP - 레이블: (주)지니뮤직 - 포맷: CD, 디지털 다운로드 | 12             | 29             | ―              | 5,417 (2014년 상반기)  |
| WARNING   | - 발매일: 2018년 9월 5일 - 형태: EP - 레이블: (주)카카오엠 - 포맷: CD, 디지털 다운로드  | 9              | 19             | ―              | 10,455 (2018년 9~10월) |
| 1/6       | - 발매일: 2021년 8월 6일 - 형태: EP - 레이블: (주)카카오엠 - 포맷: CD, 디지털 다운로드  |                |                |                |                        |

### 싱글 및 노래
| 제목                                                    | 연도 | 최고 차트 순위 | 최고 차트 순위 | 최고 차트 순위 | 판매량 (디지털 다운로드) | 앨범        |
| 제목                                                    | 연도 | 디지털         | 스트리밍       | 다운로드       | 판매량 (디지털 다운로드) | 앨범        |
| ------------------------------------------------------- | ---- | -------------- | -------------- | -------------- | ------------------------ | ----------- |
| 24시간이 모자라                                         | 2013 | 2              | 5              | 2              | 763,750                  | 디지털 싱글 |
| 보름달 (Feat. Lena)                                     | 2014 | 2              | 4              | 1              | 894,993                  | Full Moon   |
| 가시나                                                  | 2017 | 1              | 2              | 1              | 2,500,000+               | 가시나      |
| 주인공                                                  | 2018 | 2              | 2              | 1              | ―                        | 디지털 싱글 |
| 사이렌 (Siren)                                          | 2018 | 1              | 1              | 1              | ―                        | WARNING     |
| 누아르 (Noir)                                           | 2019 | 8              | 10             | 1              | ―                        | 디지털 싱글 |
| 날라리 (LALALAY)                                        | 2019 | 8              | 13             | 2              | ―                        | 디지털 싱글 |
| 보라빛 밤                                               | 2020 |                |                |                | ―                        | 디지털 싱글 |
| 꼬리                                                    | 2021 |                |                |                | ―                        | 디지털 싱글 |
| You can`t sit with us                                   | 2021 |                |                |                | ―                        | 디지털 싱글 |
| 열이 올라요                                             | 2022 |                |                |                | ―                        | 디지털 싱글 |
| STRANGER                                                | 2023 |                |                |                |                          | 디지털 싱글 |
| Balloon in Love                                         | 2024 |                |                |                |                          | 디지털 싱글 |
| 가온 다운로드 차트의 판매량 제공은 2018년 1월에 중단됨. |      |                |                |                |                          |             |

참여 음반
| 제목                            | 연도 |
| ------------------------------- | ---- |
| 가라고(엑스엑스(XX) OST Part.1) | 2020 |
| When We Disco(Duet with 선미)   | 2020 |

## 출연

### 텔레비전
| 연도 | 방송사     | 제목                           | 비고         |
| ---- | ---------- | ------------------------------ | ------------ |
| 2014 | SBS        | 패션왕 코리아 2                |              |
| 2015 | KBS2       | 출발 드림팀                    | 게스트       |
| 2017 | MBC every1 | 주간 아이돌                    | 게스트       |
| 2017 | KBS2       | 해피투게더                     | 게스트       |
| 2017 | SBS        | 본격연예 한밤                  | 게스트       |
| 2017 | SBS        | 런닝맨                         | 게스트       |
| 2017 | KBS2       | 슈퍼맨이 돌아왔다              | 게스트       |
| 2017 | JTBC       | 아는 형님                      | 게스트       |
| 2018 | JTBC4      | 비밀언니                       | 고정         |
| 2018 | KBS2       | 해피투게더                     | 게스트       |
| 2018 | SBS        | 런닝맨                         | 게스트       |
| 2018 | KBS2       | 대국민 토크쇼 안녕하세요       | 게스트       |
| 2019 | SBS        | 런닝맨                         | 게스트       |
| 2019 | MBC        | 황금어장 라디오스타            | 게스트       |
| 2020 | SBS        | 선미네 비디오가게              | 진행         |
| 2020 | SBS        | 맛남의 광장                    | 게스트       |
| 2020 | SBS        | 런닝맨                         | 게스트       |
| 2020 | TV조선     | 뽕숭아 학당                    | 게스트       |
| 2020 | JTBC       | 아는형님                       | 게스트       |
| 2020 | JTBC       | 싱어게인•                      | 심사위원     |
| 2020 | MBC        | 황금어장 라디오스타            | 게스트       |
| 2021 | tvN        | 도레미 마켓                    | 게스트       |
| 2021 | Mnet       | 걸스플래닛 999:소녀대전        | K-POP 마스터 |
| 2021 | JTBC       | 싱어게인2                      | 심사위원     |
| 2021 | SBS        | 미운 우리 새끼                 | 스페셜 MC    |
| 2022 | JTBC       | 히든싱어 시즌 7                | 원조 가수    |
| 2022 | SBS        | 꼬리에 꼬리를 무는 그날 이야기 | 게스트       |
| 2023 | Mnet       | 보이즈플래닛                   | 스타 마스터  |
| 2023 | JTBC       | 싱어게인3                      | 심사위원     |
| 2024 | tvN        | 놀라운 토요일 도레미 마켓      | 게스트       |
| 2024 | KBS2       | KBS 대기획 - 딴따라 JYP        | 게스트       |

## 웹예능
| 연도      | 방송사 | 제목             | 비고 |
| --------- | ------ | ---------------- | ---- |
| 2022~2023 | 유튜브 | 선미의 SHOW 터뷰 | MC   |

## 드라마
| 연도 | 방송사       | 제목             | 역할 | 비고          |
| ---- | ------------ | ---------------- | ---- | ------------- |
| 2015 | Mnet         | 칠전팔기 구해라  | 본인 | 11회 특별출연 |
| 2015 | KBS2         | 《프로듀사》     | 본인 | 3회 특별출연  |
| 2020 | MBC 드라마넷 | 《엑스엑스(XX)》 |      | 특별출연      |

### 광고
| 연도      | 품목               | 기업명                            | 브랜드명                      | 비고                                               |
| --------- | ------------------ | --------------------------------- | ----------------------------- | -------------------------------------------------- |
| 2013년    | 게임               | NHN엔터테인먼트                   | 드래곤프렌즈                  | 인터넷 광고 모델                                   |
| 2014년    | 화장품             | 메이크업 포에버                   | 루즈 아티스트                 |                                                    |
| 2016년    | 화장품             | 아벤느                            | 아벤느 CPI 스킨 리커버리 크림 |                                                    |
| 2017년    | 화장품             | 로레알 파리 (L'Oreal Paris)       | 샤인 온 라커 스틱             |                                                    |
| 2017년    | 게임               | 이펀컴퍼니                        | 천녀유혼 for kakao            |                                                    |
| 2017~9년  | 의류               | 코오롱인더스트리(주)              | HEAD                          | 전속 모델 (2017 F/W, 2018 S/S, 2018 F/W, 2019 S/S) |
| 2018~9년  | 가방               | 오야니 코리아 (Oryany Korea)      |                               | 전속 모델 (2018 S/S, 2018 F/W, 2019 S/S)           |
| 2018~9년  | 화장품             | 디올 (Dior)                       |                               | 공식 뮤즈                                          |
| 2018~9년  | 헤어 용품          | 웰라 (WELLA)                      |                               | 공식 뮤즈                                          |
| 2018~9년  | 건강 보조 식품     | 미누 (MINU)                       |                               | 전속 모델                                          |
| 2018~9년  | 의류               | 버커루 (BUCKAROO)                 |                               | 전속 모델 (2018 F/W, 2019 S/S)                     |
| 2018년    | 시계               | 다니엘 웰링턴 (Daniel Wellington) |                               | 전속 모델 (2018 F/W)                               |
| 2018년    | 의류               | 나이스 크랍 (NICE CLAUP)          |                               | 전속 모델 (2018 F/W)                               |
| 2018~19년 | 음식 배달 서비스   | 요기요 (Yogiyo)                   |                               |                                                    |
| 2018~19년 | 영상 편집 프로그램 | 틱톡 (Tik Tok)                    |                               |                                                    |
| 2019년    | 보석, 시계         | 스와로브스키 (Swarovski)          |                               | 공식 뮤즈                                          |
| 2019년    | 쇼핑몰             | 엔터식스 (ENTER-6)                |                               | 공식 모델                                          |

## 수상 목록
- 2005년 제9회 SM 청소년 베스트 선발대회 얼짱대회 2등
- 2014년 12월 3일 제16회 《Mnet 아시안 뮤직 어워드》 베스트 댄스 퍼포먼스 솔로
- 2017년 12월 1일 제19회 《Mnet 아시안 뮤직 어워드》 스타일 인 뮤직
- 2018년 2월 14일 제7회 《가온차트 뮤직 어워드》 올해의 가수상 - 디지털음원부문 8월
- 2018년 11월 12일 제2회 《엘르 스타일 어워즈》 베스트 뮤직 아이콘
- 2018년 11월 28일 제3회 《아시아 아티스트 어워즈》 AAA 올해의 아티스트 - 가수 부문
- 2018년 11월 28일 제3회 《아시아 아티스트 어워즈》 AAA 베스트 뮤직
- 2018년 12월 14일 제20회 《Mnet 아시안 뮤직 어워드》 여자 가수상
- 2019년 7월 24일 제17회 《2019 올해의 브랜드 대상》 인물/문화 부문 - 올해의 여성 솔로가수
- 2020년 1월 8일 제9회 《가온차트 뮤직 어워드》 올해의 가수상 - 디지털음원부문 8월
- 2024년 1월 2일 제33회 《하이원 서울가요대상》 - 본상

### 가요 프로그램 1위
| 연도             | 수상 내역(총 16회) |
| ---------------- | --- |
| 2014년 (총 1회)  | - 보름달 (총 1회) - 3월 2일 SBS 《인기가요》 1위 (통산 1주) |
| 2017년 (총 5회)  | - 가시나 (총 5회) - 9월 3일 SBS 《인기가요》 1위 - 9월 6일 MBC M 《쇼 챔피언》 챔피언송 (통산 1주) - 9월 7일 Mnet 《엠카운트다운》 1위 (통산 1주) - 9월 10일 SBS 《인기가요》 1위 (2주 연속) - 9월 24일 SBS 《인기가요》 1위 (트리플 크라운, 통산 3주) |
| 2018년 (총 10회) | - 주인공 (총 4회) - 1월 25일 Mnet 《엠카운트다운》 1위 (통산 1주) - 1월 27일 MBC 《쇼! 음악중심》 1위 (통산 1주) - 1월 28일 SBS 《인기가요》 1위 - 2월 4일 SBS 《인기가요》 1위 (2주 연속, 통산 2주) - 사이렌 (총 6회) - 9월 13일 Mnet 《엠카운트다운》 1위 - 9월 19일 MBC M 《쇼 챔피언》 챔피언송 (통산 1주) - 9월 20일 Mnet 《엠카운트다운》 1위 (2주 연속, 통산 2주) - 9월 21일 KBS2 《뮤직뱅크》 K-Chart 1위 (통산 1주) - 9월 22일 MBC 《쇼! 음악중심》 1위 (통산 1주) - 9월 23일 SBS 《인기가요》 1위 (통산 1주) |